# Fluorescenční in situ hybridizace

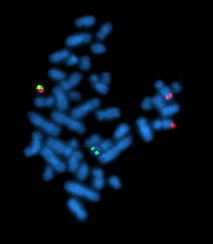
Metoda FISH. Chromozomy jsou ve fluorescenčním mikroskopu modře, a to až na bod na jednom z chromozomů, jež je zelená a červená. To je místo, kde se nachází sekvence způsobující jeden z typů leukemie

Fluorescenční in situ hybridizace (FISH, z angl. fluorescent in situ hybridisation) je cytogenetická metoda, která používá fluorescenčních sond, které se vážou pouze na ty části chromosomu s vysokým stupněm komplementarity. Byla vyvinuta biomedicínskými výzkumníky v raných 80. letech a je užívána pro detekci a lokalizaci přítomnosti nebo absence specifické DNA sekvence na chromosomech. FISH je často užívána pro nalezení specifických DNA vlastností pro účely genetického poradenství, medicíny a identifikaci druhů. FISH lze také použít pro detekci a lokalizaci specifické RNA (mRNA, IncRNA a miRNA) v buňkách, nádorových buňkách a tkáňových vzorcích. Preparáty pozorovány pod fluorescenčním mikroskopem.

## Využití
FISH umožňuje označit konkrétní místo na DNA, a to s rozlišením 500 000–10 000 000 nukleotidů (u tzv. „fibre FISH“ pouze 1000 nukleotidů). V současnosti je možné zvýraznit několik desítek sekvencí DNA v rámci jednoho buněčného jádra („multiplex FISH“). Metodou FISH je také možné obarvit telomery, centromery a různé inzerce. „RNA FISH“ je zase metoda, při níž se fluorescenční barvivo váže na konkrétní typ RNA molekul v buňce (sledování transkripce).